# Grubentalbrücke
Die Grubentalbrücke ist ein 215 m langes zweigleisiges Eisenbahnüberführungsbauwerk der Neubaustrecke Ebensfeld–Erfurt, das zwischen dem Tunnel Goldberg und der Dunkeltalbrücke liegt. Die Brücke überspannt, in Südthüringen westlich von Goldisthal, mit einem Bogen von 90 m Stützweite das Grubental. Die Streckentrasse liegt in maximal 35 m Höhe über dem Talgrund und ist bei einer Entwurfsgeschwindigkeit von 300 km/h im Bauwerksbereich gerade. Die Brücke hat eine Feste Fahrbahn mit 4,5 m Gleisabstand.

## Geschichte
Die Brücke ist zusammen mit dem Nordabschnitt des Tunnels Bleßberg und dem Tunnel Goldberg sowie der Saubachbrücke Bestandteil des 5,36 km langen Vergabepaketes Tunnel Bleßberg Nordabschnitt (Baulos 3) von km 46,3+00 bis 51,6+60 im Bauabschnitt 3212 Thüringer Wald. Das Baulos wurde im Juni 2008 mit einer Vergabesumme von 138,8 Mio. € netto beauftragt und war Ende 2013 im Rohbau fertiggestellt.
Das Bauwerk liegt dabei zwischen den Streckenkilometern 134,363 und 134,578.
Am 14. Mai 2012 erfolgte die Herstellung der letzten beiden Abschnitte des Überbaus. Dabei wurden beidseits des Scheitelpunkts des Brückenbogens je ein rund 20 Meter langer Plattenbalken mit jeweils 250 m³ Beton betoniert.
2015 wurde das Projektteam des Ingenieurbüros Schlaich Bergermann und Partner mit dem Ulrich-Finsterwalder-Ingenieurbaupreis 2015 ausgezeichnet.

## Planung
Ausgeschrieben wurde gemäß dem planfestgestellten Amtsentwurf eine Bogenbrücke mit aufgeständertem Fahrbahnträger, ähnlich dem Nachbarbauwerk Dunkeltalbrücke. Als Überbau war dementsprechend ein einzelliger Spannbetonhohlkasten mit geneigten Stegen geplant. Die Konstruktionshöhe sollte 2,7 m, die Bauhöhe 3,6 m betragen. Südlich vom Bogen war ein Zweifeldträger und nördlich vom Bogen ein Dreifeldträger mit jeweils 25 m Feldweite vorgesehen. Über einem Stahlbetonbogen mit 90 m Stützweite und massivem Querschnitt sollte ein Durchlaufträger mit sieben Öffnungen und jeweils rund 12,87 m Stützweite zur Ausführung kommen. Die Pfeiler waren begehbar mit Hohlkastenquerschnitten geplant. Ein Schienenauszug war nicht vorgesehen.
Nach einer Überarbeitung des Brückenentwurfes im Jahr 2008 durch einen Fachausschuss der Deutschen Bahn kam mit gleichen Stützweiten eine 215 m lange semi-integrale Brückenkonstruktion zur Ausführung, bei der die Unterbauten, d. h. die Pfeiler und der Bogen monolithisch mit dem Überbau verbunden sind. Lager hat das Bauwerk nur noch bei den Widerlagern. Dadurch ergibt sich ein deutlich filigraneres Bauwerk mit verbesserter Durchsicht in Talrichtung.

## Konstruktion

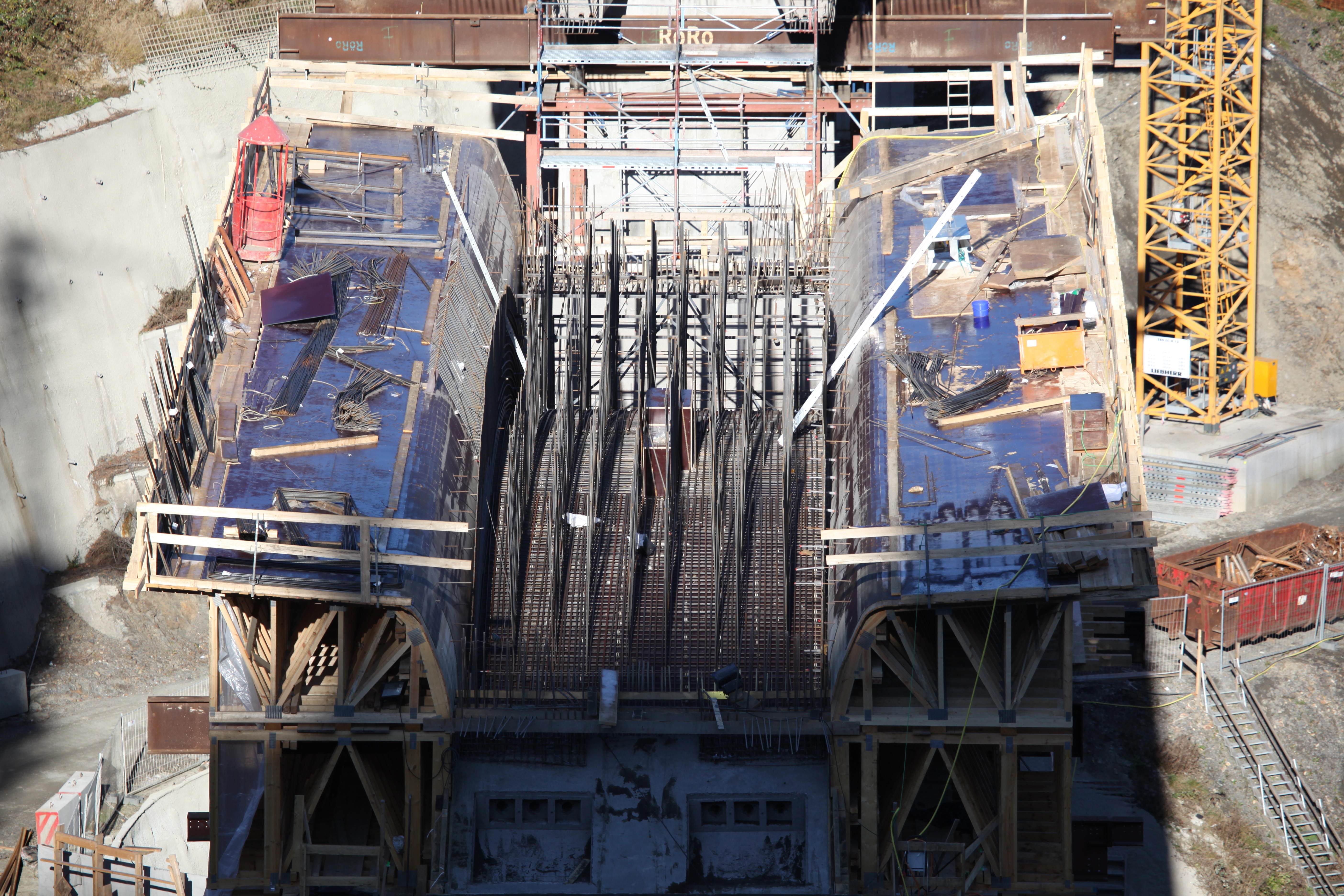
Bewehrung des Bogenscheitels

Der ausgeführte Überbau hat einen vorgespannten zweistegigen Plattenbalkenquerschnitt mit variablen Balkenbreiten von 1,0 m bis 1,5 m. Ursprünglich war eine Konstruktionshöhe von 2,1 m vorgesehen. Diese musste auf 2,4 m erhöht werden, da die Steifigkeit unzureichend war, um die Nachweise aus den dynamischen Einwirkungen infolge des Hochgeschwindigkeitsverkehrs führen zu können. Der Überbau verschmilzt mit dem Bogen im Scheitelbereich auf eine Länge von etwa 35 m. Der Stahlbetonbogen wirkt statisch wie ein Sprengwerk und besteht aus zwei, jeweils in Querrichtung leicht gespreizten, massiven Bogenbeinen mit einer Dicke von rund 1,7 m sowie Gesamtbreite von 6,5 m an den Kämpfern und etwa 3,3 m Dicke sowie 5,8 m Breite unterhalb des Scheitels.
Die Pfeiler sind als Scheiben mit einem massiven Querschnitt ausgebildet. An der Unterkante des Überbaus haben sie eine einheitliche Breite von 5,90 m und verbreitern sich in Querrichtung mit einem Anzug von 1:70 nach unten. Die Dicken der Scheiben variieren zwischen 0,9 m bei den Kämpferpfeilern und 0,6 m bei dem vom Bogen am weitest entfernten Pfeiler.
Die Unterbauten sind in gewachsenem Fels, einem mäßig geklüfteten Tonschiefer, flach gegründet.
Die Abtragung der Horizontalkräfte in Brückenlängsrichtung, beispielsweise der Bremskräfte, geschieht über den Bogen. Schienenauszüge sind nicht vorhanden.

## Bauausführung
Der Betonbogen wurde symmetrisch, abschnittsweise in neun Bauabschnitten mit 1710 m³ Beton und 145 to Betonstahl auf einem bodengestützten Traggerüst mit zwei großen Rüsttürmen hergestellt. Die bis 60° geneigten Betonbogenbeine wurden ohne eine Deckelschalung mit einem steifen Beton mit hydraulisch gesteuerten Nivellier- und Glättwalzen betoniert. Die Herstellung des Überbaus erfolgte feldweise von den Widerlagern aus Richtung Bogen ebenfalls auf bodengestützten Traggerüsten. In dem Bauwerk wurde eine Messtechnik für eine Langzeitbeobachtung eingebaut.

## Bauzustände

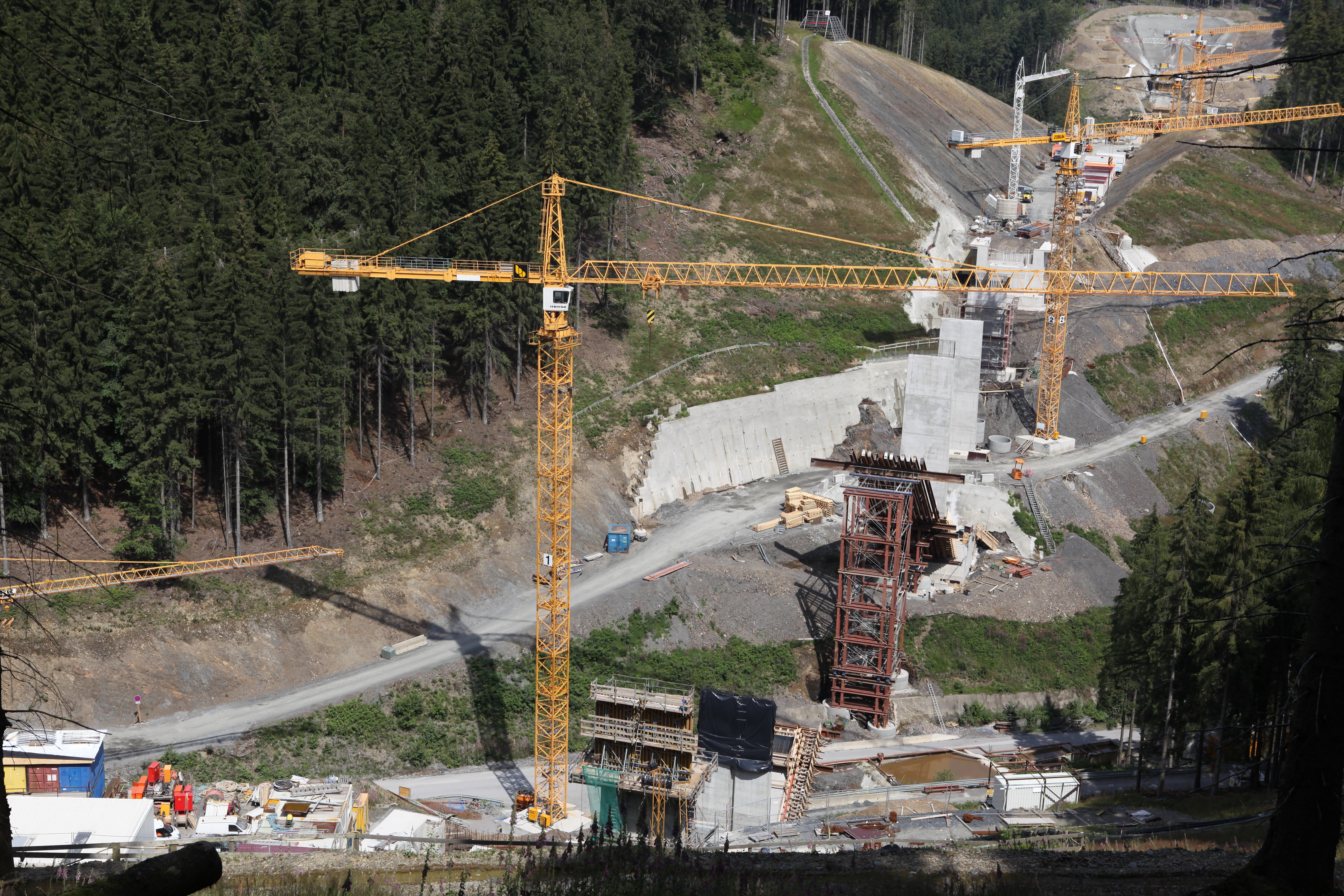
Juli 2011
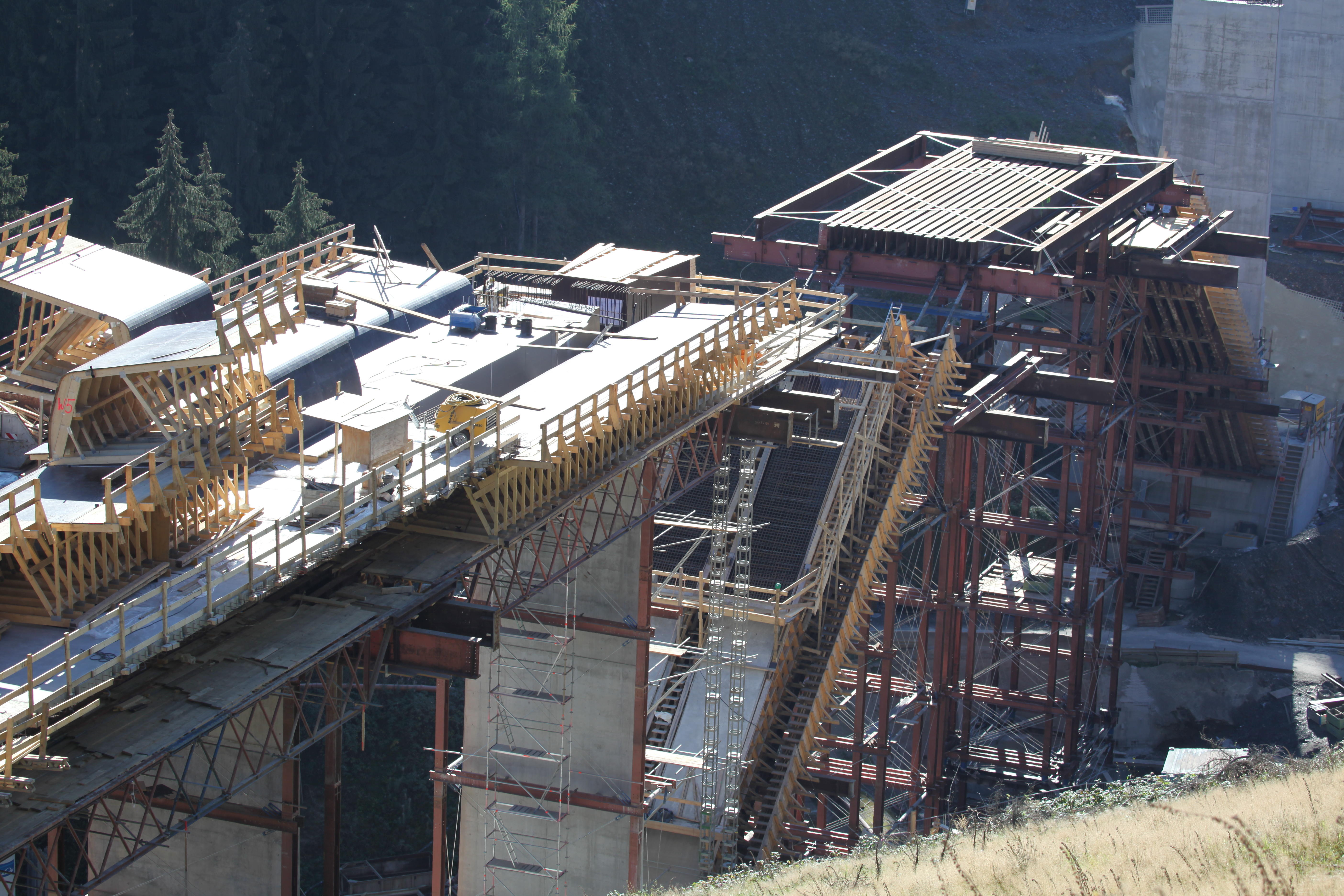
Oktober 2011
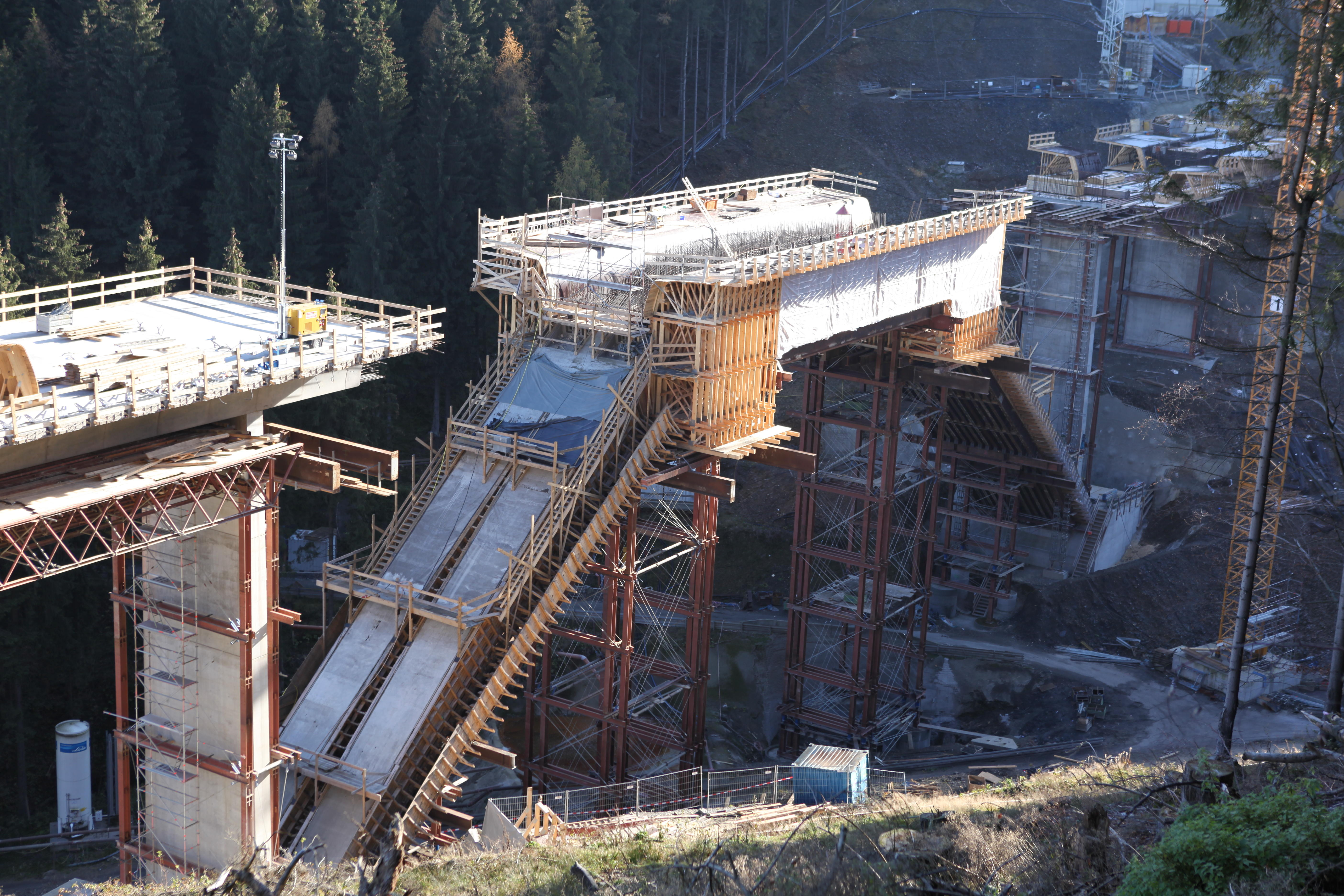
November 2011
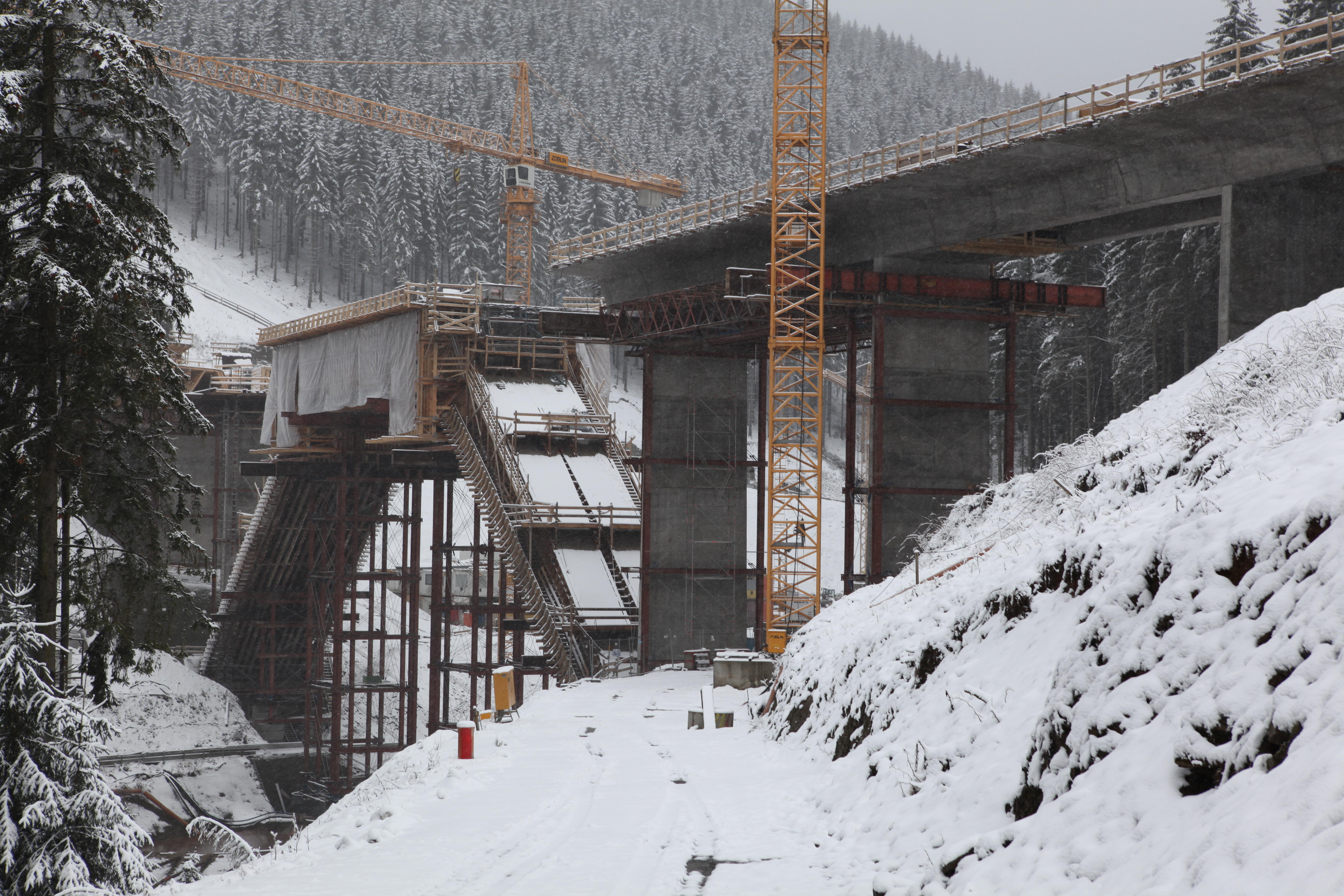
Dezember 2011
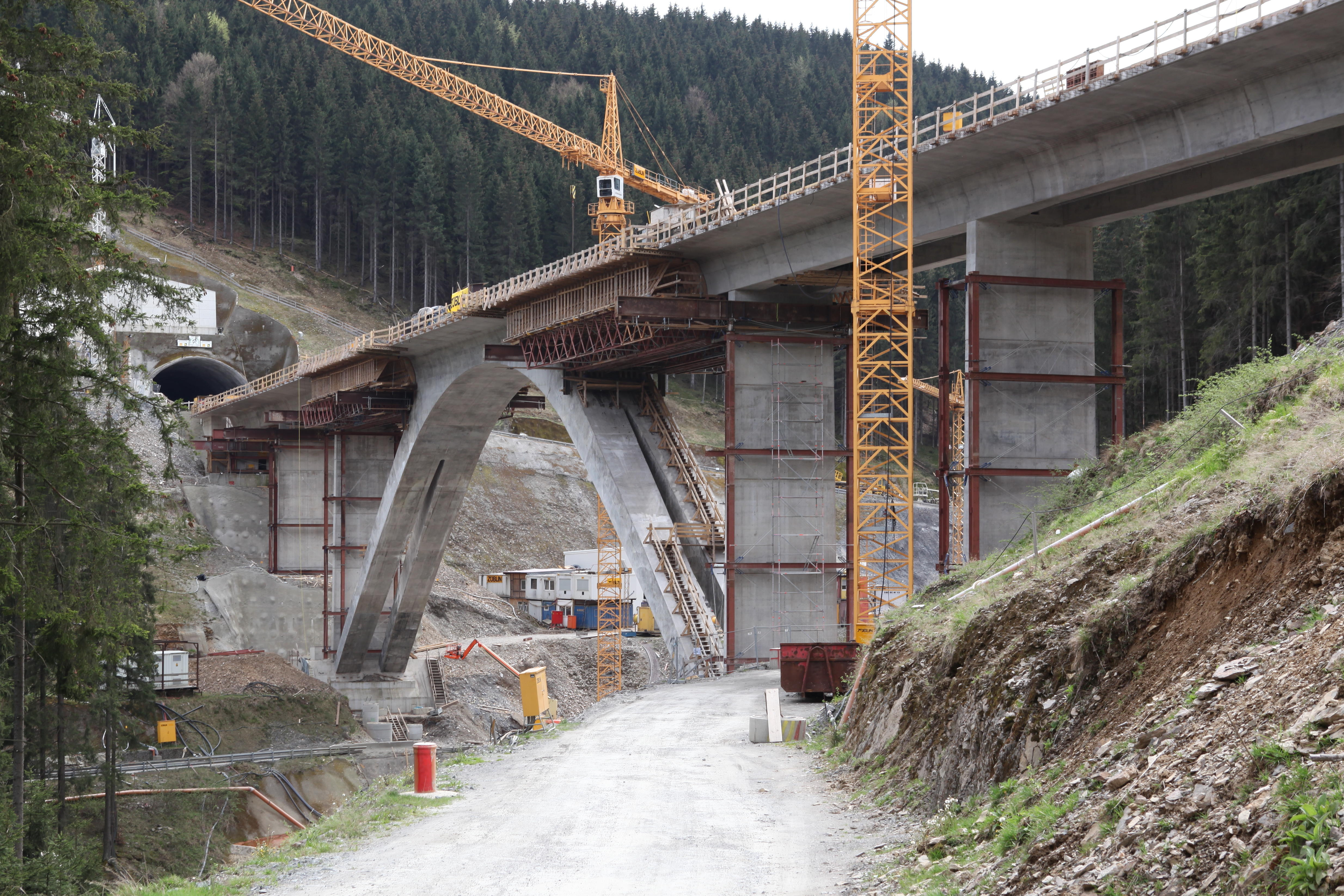
April 2012